# 維力
維力（ウィリー、WEILI）は、1986年にポッカコーポレーション（現：ポッカサッポロフード&ビバレッジ）から発売された清涼飲料水である。中国で開発されたスポーツドリンクをもとにしており、中国産の植物エキスが配合されているのが特徴。

## 概要
中国河北省運動保健食品飲料研究開発中心がオリンピックの強化選手のために開発したスポーツドリンクをもとにして、ポッカが開発した飲料で、核太ナツメ（サネブトナツメ）、ナツメ、山査子（サンザシ）、御種人参（オタネニンジン）、甘草（カンゾウ）、茴香（ウイキョウ）、菊（キク）などの中国産の植物エキスが配合されているのが特徴である。
容器には、白地に赤で「維力」の文字が簡体字で描かれている。CMには今井美樹が出演していた。
配合された植物エキスによる酸味とすっきりした甘味が特徴であったが、独特の味のため消費者の好みは分かれ、販売実績は芳しくなかった。後年、独特の味を薄め、スポーツ飲料であることを前面に打ち出した維力スポーツにリニューアルされたが、1990年代前半には姿を消した。
同時期に、宝酒造からは沙棘（サジー）という中国産のグミ科の植物を配合した清涼飲料水が発売されていた。